# 寨子沟乡
寨子沟乡，是中华人民共和国甘肃省临夏回族自治州积石山保安族东乡族撒拉族自治县下辖的一个乡镇级行政单位。

## 行政区划
寨子沟乡下辖以下地区：
曹姚村、麻沟村、东坪寺村、地合村、寨子沟村、阳洼庄村、瓦窑沟村、尕马家村、善家村、磨沟村和候家坪村。